# Coccophagus crucigerus
Coccophagus crucigerus är en stekelart som beskrevs av Girault 1931. Coccophagus crucigerus ingår i släktet Coccophagus och familjen växtlussteklar. Inga underarter finns listade i Catalogue of Life.